# Limbert Pizarro
Limbert Percy Pizarro Vaca (Montero, 17 de julio de 1976) es un exfutbolista boliviano. Jugaba como defensa y su último equipo fue el Oruro Royal.

## Trayectoria
Comenzó jugando en el Club Bolívar, donde pasó 10 años de su carrera, consiguiendo numerosos títulos y quedando subcampeón de la Copa Sudamericana 2004 con su club, perdiendo la final con Boca Juniors.
Durante el invierno de 2005, fue cedido al Tiro Federal, un equipo de Argentina, donde no tuvo mucho éxito.
Luego regresó a Bolívar, pasó un tiempo en el Club San José de Oruro, con el cual salió campeón en 2007.

## Clubes
| Club             | País      | Año         |
| ---------------- | --------- | ----------- |
| Bolívar          | Bolivia   | 1995-2006   |
| Tiro Federal     | Argentina | 2006        |
| Bolívar          | Bolivia   | 2007        |
| San José         | Bolivia   | 2007 - 2011 |
| Oruro Royal Club | Bolivia   | 2011        |